# Осипов, Владимир Семёнович
Владимир Семёнович Осипов (31 июля 1921, Москва — 21 марта 1983, Москва) — советский футболист, защитник, футбольный судья, функционер.

## Биография
В 1935 году начал заниматься в юношеской команде московского «Спартака», тренер Владимир Горохов. Через четыре года играл за первую команду в чемпионате Москвы. Во время Великой Отечественной войны в рукопашной схватке получил тяжелое штыковое ранение в шею.
В 1945—1946 годах играл за дубль «Спартака». В 1947—1953 годах выступал за «Локомотив» Москва — 105 матчей (из них два аннулированных) в чемпионате в 1948—1950, 1952—1953 годах. Капитан команды в 1950—1952 годах. Завершил карьеру после того, как 2 мая 1953 года в матче против московского «Динамо» был обыгран 34-летним нападающим Василием Трофимовым.
Судья всесоюзной категории (13.01.1961).
Член президиума Федерации футбола СССР. Заслуженный тренер РСФСР.
Награждён орденом Красной Звезды, медалью «За оборону Москвы».